# Páni z Újezda
Páni z Újezda (později z Maškovce) byl vladycký rod pocházející z jižních Čech, který se psal po tvrzi v Kamenném Újezdě a hradu Maškovci nedaleko Českých Budějovic.  

## Historie
Rod vznikl v první polovině 13. století, kdy některý z Bavorů ze Strakonic daroval svému družiníkovi pozemkový majetek s vesnicemi mezi Vltavou a Malší a v počátcích je snad možné předpokládat i příbuzenské vztahy pánů z Újezda s Bavory ze Strakonic. Velikost panství byla stanovena jízdou na koni po hranicích, a proto dostalo jméno Újezd. Páni z Újezda si nejprve zbudovali tvrz u kamenného kostela ve vsi. Prvními písemně zmíněnými členy rodu byli v roce 1263 Vernéř z Kamenného kostela ("Wernherus de Steynchirchen") na zakládací listině kláštera Zlatá Koruna a v témže roce Michal z Újezda ("Michael de Wgezt"), který svědčil při prodeji vesnice Záboří klášteru ve Vyšším Brodě. Roku 1351 vzrostl význam Cáhlovské stezky, neboť Karel IV. privilegiem zakázal kupcům jedoucím do Čech míjet královské Budějovice, a příslušníci rodu si zbudovali západně od Újezda na skále nad Vltavou hrad Maškovec, ze kterého kontrolovali provoz na blízké cestě a kupce s povozy nutili násilím k cestě do vesnice, aby tak zvýšili prodej zboží a daňový výnos svých poddaných. Nové sídlo je doloženo písemně roku 1380, kdy zde až do roku 1387 žil Buzek z Újezda. Jeho potomci, kteří již užívali přídomek z Maškovce, obývali hrad do poloviny 20. let 15. století, kdy se rod v neklidné době husitských válek ocitá ve finanční a existenční tísni a mizí, újezdské panství načas připadlo ke Křemži a posléze jej získali Rožmberkové. Mocný rod Rožmberků již během 14. století vlastnil některé usedlosti a části vesnic na újezdském panství, roku 1435 získal Oldřich II. z Rožmberka díl Újezda a roku 1455 koupil i zbylou část s hradem Maškovcem. Roku 1427 se na opuštěném Maškovci usadil kvůli bezpečí před husity újezdský farář Jan Pryndl, který tu dokončil opis Zlaté legendy Jacopa de Voragine.

## Rodový erb
Erbovním znamením pánů z Újezda byla střela se zlatým hrotem a stříbrným opeřením, přesná podoba erbu sice není známa, ale na zachovaných pečetích ze 14. století se objevuje motiv střely (šípu) v kombinaci s helmou brnění. V současnosti je střela v modrém poli součástí znaku obce Kamenný Újezd.